# Darcey
Darcey és un municipi francès al departament de la Costa d'Or (regió de Borgonya-Franc Comtat). L'any 2007 tenia 328 habitants.

## Demografia

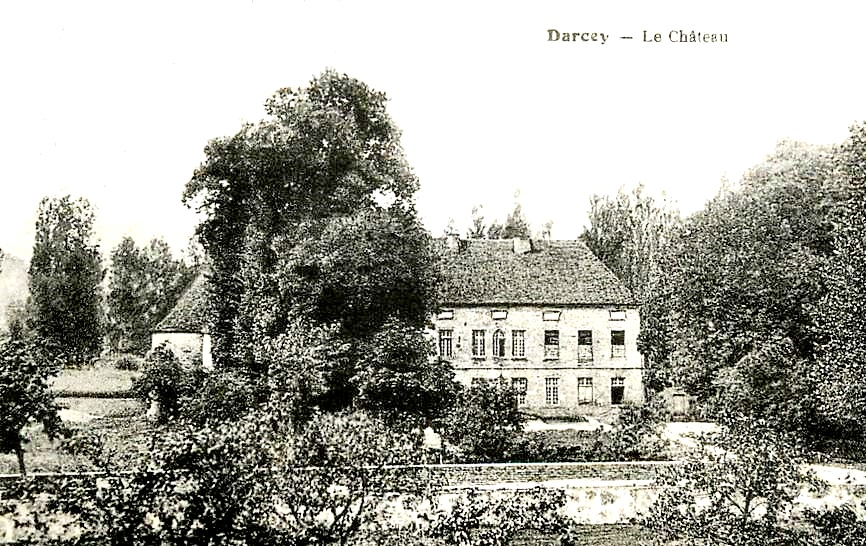
Château de Darcey

### Població
El 2007 la població de fet de Darcey era de 328 persones. Hi havia 126 famílies, de les quals 31 eren unipersonals (8 homes vivint sols i 23 dones vivint soles), 34 parelles sense fills, 46 parelles amb fills i 15 famílies monoparentals amb fills.
La població ha evolucionat segons el següent gràfic:

### Habitatges
El 2007 hi havia 164 habitatges, 129 eren l'habitatge principal de la família, 18 eren segones residències i 17 estaven desocupats. 155 eren cases i 8 eren apartaments. Dels 129 habitatges principals, 93 estaven ocupats pels seus propietaris, 31 estaven llogats i ocupats pels llogaters i 6 estaven cedits a títol gratuït; 1 tenia una cambra, 4 en tenien dues, 14 en tenien tres, 28 en tenien quatre i 82 en tenien cinc o més. 95 habitatges disposaven pel capbaix d'una plaça de pàrquing. A 58 habitatges hi havia un automòbil i a 57 n'hi havia dos o més.

### Piràmide de població
La piràmide de població per edats i sexe el 2009 era:
| Homes | Edats   | Dones |
| ----- | ------- | ----- |
| 4     | 95 o +  | 0     |
| 4     | 90 a 94 | 0     |
| 4     | 85 a 89 | 4     |
| 4     | 80 a 84 | 0     |
| 4     | 75 a 79 | 4     |
| 4     | 70 a 74 | 8     |
| 8     | 65 a 69 | 0     |
| 4     | 60 a 64 | 8     |
| 12    | 55 a 59 | 8     |
| 8     | 50 a 54 | 12    |
| 20    | 45 a 49 | 8     |
| 20    | 40 a 44 | 16    |
| 4     | 35 a 39 | 12    |
| 0     | 30 a 34 | 12    |
| 16    | 25 a 29 | 0     |
| 0     | 20 a 24 | 0     |
| 16    | 15 a 19 | 4     |
| 8     | 10 a 14 | 20    |
| 12    | 5 a 9   | 12    |
| 8     | 0 a 4   | 0     |

## Economia
El 2007 la població en edat de treballar era de 205 persones, 156 eren actives i 49 eren inactives. De les 156 persones actives 147 estaven ocupades (83 homes i 64 dones) i 9 estaven aturades (6 homes i 3 dones). De les 49 persones inactives 18 estaven jubilades, 15 estaven estudiant i 16 estaven classificades com a «altres inactius».

### Ingressos
El 2009 a Darcey hi havia 134 unitats fiscals que integraven 351 persones, la mediana anual d'ingressos fiscals per persona era de 15.732 €.

### Activitats econòmiques
Dels 16 establiments que hi havia el 2007, 1 era d'una empresa alimentària, 1 d'una empresa de fabricació de material elèctric, 2 d'empreses de fabricació d'altres productes industrials, 4 d'empreses de construcció, 1 d'una empresa de comerç i reparació d'automòbils, 4 d'empreses de transport, 1 d'una empresa d'hostatgeria i restauració i 2 d'empreses de serveis.
Dels 6 establiments de servei als particulars que hi havia el 2009, 1 era una oficina de correu, 1 guixaire pintor, 1 fusteria, 1 lampisteria, 1 electricista i 1 restaurant.
L'únic establiment comercial que hi havia el 2009 era una fleca.
L'any 2000 a Darcey hi havia 10 explotacions agrícoles que ocupaven un total de 1.148 hectàrees.

## Equipaments sanitaris i escolars
El 2009 hi havia una escola elemental.

## Poblacions properes
El següent diagrama mostra les poblacions més properes.